# 主婦の店鶴岡店
株式会社主婦の店鶴岡店（しゅふのみせつるおかてん）は、山形県鶴岡市に本社を置くスーパーマーケットの運営会社である。CGCグループ加盟。

## 概要
1963年、鶴岡銀座商店街にスーパーマーケットを開店。当時のスーパーマーケットのボランタリーチェーン「主婦の店」に由来する。
2019年に電子マネー「CoGCa」を全店に導入。2022年には、経済産業省によって2022年度健康経営優良法人（中小規模法人部門）に認定。

## 店舗
- 銀座店[6]
- イーネ駅前店[7]
- mina店[8]
- 大西店[9]
- 美原店[10]
- 大山店[11]
- IZMO新斎店[12]
- パル店[13]